# Prime Video
Prime Video — це сервіс «відео за запитом», розроблений компанією Amazon. Він пропонує телевізійні шоу та фільми в оренду або для купівлі як частину підписки Amazon Prime, деякі відео доступні для перегляду виключно повним членам Prime або Prime Video. Як і конкуренти, Amazon прагне отримати ексклюзивний контент, щоб вирізнити свої послуги, включаючи багаторічну ліцензійну угоду з HBO в США.
Запущений 7 вересня 2006 під назвою Amazon Unbox у Сполучених Штатах Америки, сервіс зростав, розширяючи бібліотеку, потім додавши членство у Prime Video з розвитком Prime. Пізніше сервіс був переіменовний в Amazon Instant Video on Demand. Після покупки місцевого стрімингового та DVD-поштою сервісу LoveFilm у 2011, Prime Video був доданий до Prime у Великій Британії, Німеччині та Австрії у 2014, крок що був негативно сприйнятий членами Prime UK, оскільки від пакету було неможливо відмовитись, тоді як ціна підписки зросла на 61 %.
У Великій Британії, Німеччині та Австрії, сервіс Prime Video був доступний у вигляді щомісячної підписки з ціною 5.99 фунтів або 7.99 євро на місяць, продовжуючи план LoveFilm Instant. Сервіс був також доступний у Норвегії, Данії та Швеції у 2012 році, однак був закритий у 2013. 18 квітня 2016 року Amazon відділив Prime Video від Amazon Prime у США за $8.99/місяць Сервіс також містить контент Amazon Original.
В кінці 2016, Amazon анонсував плани зробити Amazon Video доступним у всьому світі. Amazon запустив окремий сервіс зі щомісячною оплатою 14 грудня 2016 року, зробивши його також доступним в Prime в Австрії, Бельгії, Бразилії, Канаді, Франції, Німеччині, Індії, Японії, Італії, Іспанії, Сполучених Штатах та Великій Британії.

## Історія
Сервіс дебютував 7 вересня 2006 під назвою Amazon Unbox в США. 4 вересня 2008 перейменований на Amazon Video on Demand. 22 лютого 2011 був проведений ребрендинг під назвою Amazon Instant Video разом з доступом до 5,000 фільмів та шоу доступних для підписників Amazon Prime. 4 вересня 2012 Amazon підписав угоду із платним телевізійним каналом Epix для показу його фільмів на своєму сервісі з метою боротьби з конкурентом Netflix. Також в листопаді 2013 Amazon показав прем'єри серіалів Alpha House та Betas, доступні виключно онлайн через сервіс Prime Instant Video. Амазон запропонував одразу три перші епізоди кожного серіалу безкоштовно, тоді як кожний наступний епізод, що випускався щотижня був доступний лише для підписників Prime.
У лютому 2014 Amazon анонсував, що стріминговий сервіс дочірньої компанії LoveFilm у Великій Британії буде інтегровано в сервіс Instant Video з 26 лютого 2014. У січні 2015, Очевидне став першим шоу виробленим Amazon Studios що виграв відому нагороду і першим серіалом зі стриміногового відеосервісу, що виграв нагороду Золотий глобус в номінації «Найкращий серіал — музична комедія».
30 липня 2015 року Amazon анонсував, що найняв Джеремі Кларксона, Річарда Гаммонда та Джеймса Мея для виробництва неназваного автомобільного шоу для Amazon Prime Video, що пізніше отримало назву The Grand Tour. Ні Джеффрі Безос, ні Amazon не повідомили, скільки отримують Кларксон, Гаммонд та Мей за зйомки через їхню продюсерську компанію W. Chump & Sons, однак Джефф Безос сказав, що угода була «дуже дорогою, однак вартувала своїх грошей». Бюджет шоу не був офіційно анонсований, однак Енді Вілмен, колишній виконавчий продюсе Top Gear сказав, що кожен епізод буде мати бюджет приблизно 4.5 мільйони фунтів стерлінгів, в дев'ять разів більше за бюджет Top Gear. У липні Amazon анонсував плани розширення сервісу на Індію.
У вересні 2015 слово «Instant» забрали з назви у США і сервіс був перейменований в Amazon Video. В листопаді 2016 Уолл-стріт джорнел повідомив, що Amazon цікавиться правами на трансляцію професійної спортивної ліги США з метою подальшої диференціації сервісу
В листопаді 2016 було анонсовано плани трансляції The Grand Tour на весь світ, що привело до спекуляцій на темі чи почне сервіс Amazon Video розширювати свою географію з метою конкуренції із Netflix. 12 грудня 2016 Amazon Video розширилось ще на 200 країн.[джерело?]
В січні 2017 Amazon анонсував першу on-demand підписку на сервіс Amazon Channels, партнерську програму стримінгу. Канал Anime Strike буде демонструвати понад 1 000 епізодів серіалів та фільмів вартістю 4,99 долара США на місяць.

## Інформація

### Якість відео
Залежно від пристрою, Amazon підтримує до 4K (UHD) і High Dynamic Range (HDR) стріминг. Оригінальний контент випускається в UHD/HDR. Всі решта — у 1080p (HD) з аудіо 5.1 Dolby Digital або Dolby Digital Plus. Для контенту, що не включений у підписку Amazon Prime, опція HD часто пропонується за додатковою ціною.

### Вимоги
Amazon Video доступне для резидентів США, Великої Британії, Японії, Німеччини та Австрії. Користувачі, що проживають в країнах, де Amazon Video недоступне, використовують як правило VPN для обходу географічних обмежень. Користувачі Amazon Video можуть стрімити за допомогою плеєра HTML5 (підтримується у Google Chrome (однак не Chromium), Internet Explorer 11 та Microsoft Edge). У Firefox та Safari підтримується лише Microsoft Silverlight.
Також Amazon Video доступне на пристроях «Fire», смартфонах, планшетах, ПК та телевізорах, Blu-ray плеєрах та консолях з доступом до інтернету. Телевізори, що підтримують сервіс включають LG, Panasonic, Samsung та Sony. Телевізори Sony на базі Android TV містять передвстановлений додаток для Amazon Video. Консолі, що підтримують Amazon Video включають останні моделі PlayStation, Xbox, Wii та Wii U.
1 жовтня 2015, Amazon анонсувала, що Chromecast та Apple TV заборонені для продажу на її онлайн платформі з 29 жовтня 2015. Передумовою для цього, за словами Amazon, було бажання уникнути «плутанини», оскільки ці пристрої не підтримують екосистему Amazon Video.

## Amazon Prime Video в Україні

### Україномовний контент на Amazon Prime Video
Після того як vod-сервіс Amazon Prime Video (APV) розширив доступ до своїх послуг для більш як 200 країн та територій у грудні 2016 року, він став доступний також і в Україні (окрім окупованого Росією сходу України (Донбасу) та півдня України (Криму)). Станом на 2021 рік україномовне озвучення/дубляж та україномовні субтитри відсутнє для всього власного оригінального контенту в бібліотеці сервісу APV; серед невласного оригінального контенту бібліотеки сервісу APV присутній лише один російський фільм дубльований українською — Правило бою (2017) та кілька україномовних-в-оригіналі фільмів та серіалів як от серіали Новенька (2020), І будуть люди (2020), Сага (2020) тощо та фільми Скажене весілля (2018), Секс і нічого особистого (2018), Гуцулка Ксеня (2019) тощо.
Станом на квітень 2021 року у контент медіа-бібліотеці Amazon Prime Video було 15 повнометражних фільмів/серіалів з україномовною аудіодоріжкою.